# Iron Squid : Chapter 1
Navigation
Iron Squid : Chapter 2
L'Iron Squid 1, en forme longue l'Iron Squid : Chapter 1 - A Squid is born (« Le Calamar de Fer : Chapitre 1 - Le Calamar est né »), est un tournoi de sport électronique sur StarCraft II: Wings of Liberty faisant partie de la ligue Iron Squid. Il s'est déroulé du 19 février 2012 au 5 mai 2012. Vingt joueurs y ont participé, dont 18 invités et deux qualifiés (22 janvier et 5 février). Les phases de poules et les quarts de finale ont été joués en ligne, rediffusés en direct sur O'Gaming TV, tandis que les phases finales restantes se sont tenues au Grand Rex, le plus grand cinéma de Paris, avec 2 500 spectateurs sur place, tandis que l'on a compté environ 50 000 télé-spectateurs sur internet. La compétition a été en français commentée par Pomf et Thud et en anglais par TotalBiscuit et Apollo. La musique de la compétition est composée et interprétée par In Uchronia.

## Palmarès
Légende des races : (P) Protoss • (T) Terran • (Z) Zerg • (A) Aléatoire
| Place(s)           | Joueur                        | Récompense | Équipe             |
| Vainqueur          | (T) Mun « MMA » Seong Won     | 12 500 USD | SlayerS            |
| ------------------ | ----------------------------- | ---------- | ------------------ |
| Finaliste          | (Z) Kang « Symbol » Dong Hyun | 6 250 USD  | Team SCV Life      |
| Médaille de bronze | (Z) Lim « NesTea » Jae Duk    | 3 750 USD  | Incredible Miracle |
| 4                  | (T) Han « aLive » Lee Seok    | 2 500 USD  | Fnatic             |

## Format
Les qualifications sont disputées en un contre un entre 128 joueurs dans un arbre à élimination directe.
Lors du tournoi principal, les matchs sont disputés en un contre un ; le tournoi est divisé en deux parties :
1. Les phases de poules : quatre poules de cinq joueurs. Les matchs sont en best-of-3 (deux parties gagnantes) et les deux joueurs ayant accumulé le plus de points dans chaque groupe est qualifié pour les quarts de finale.
2. Les phases finales :
  1. Les quarts de finale, joués en best-of-5 (trois parties gagnantes) ;
  2. Les demi-finales, petite finale en best-of-5, la grande finale en best-of-7 (quatre parties gagnantes).

## Qualifications
| Événement    | Qualifié   | Finaliste |
| ------------ | ---------- | --------- |
| Qualifier #1 | (Z) Symbol | (Z) Shine |
| Qualifier #2 | (Z) Life   | (T) KeeN  |

### Première qualification
La première phase de qualification a eu lieu le 22 janvier 2012 et a opposé 128 participants. Le gagnant, Symbol, a obtenu une place pour le tournoi Iron Squid.
| Protoss                                   | Terran                                                   | Zerg |
| ----------------------------------------- | -------------------------------------------------------- | --- |
| - Adelscott - Bischu - Socke - Oz - Choya | - Polt - SjoW - asd - SeleCT - merz - GoOdy - KawaiiRice | - Life - Lucky - Check - viOLet - HyuN - Line - BBoongBBoong - Revival - Shine - Symbol - KiLLeR - Goswser |

#### Arbre
Code couleur des trois races :  Protoss  Terran  Zerg  Aléatoire
Voir ici pour l'arbre complet.
|  | Huitièmes de finale (Bo3) | Huitièmes de finale (Bo3) | Huitièmes de finale (Bo3) | Huitièmes de finale (Bo3) |              |              | Quarts de finale (Bo3) | Quarts de finale (Bo3) | Quarts de finale (Bo3) | Quarts de finale (Bo3) |  |  | Demi-finales (Bo3) | Demi-finales (Bo3) | Demi-finales (Bo3) | Demi-finales (Bo3) |  |  | Finale (Bo5) | Finale (Bo5) | Finale (Bo5) | Finale (Bo5) |
|  |                           |                           |                           |                           |              |              |                        |                        |                        |                        |  |  |                    |                    |                    |                    |  |  |              |              |              |              |
|  |                           |                           |                           |                           |              |              |                        |                        |                        |                        |  |  |                    |                    |                    |                    |  |  |              |              |              |              |
|  | Check                     | Check                     | 2                         | 2                         |              |              |                        |                        |                        |                        |  |  |                    |                    |                    |                    |  |  |              |              |              |              |
|  | Check                     | Check                     | 2                         | 2                         |              |              |                        |                        |                        |                        |  |  |                    |                    |                    |                    |  |  |              |              |              |              |
|  | Revival                   | Revival                   | 0                         | 0                         |              |              |                        |                        |                        |                        |  |  |                    |                    |                    |                    |  |  |              |              |              |              |
|  | Revival                   | Revival                   | 0                         | 0                         | Check        | Check        | 1                      | 1                      |                        |                        |  |  |                    |                    |                    |                    |  |  |              |              |              |              |
|  |                           |                           |                           |                           | Check        | Check        | 1                      | 1                      |                        |                        |  |  |                    |                    |                    |                    |  |  |              |              |              |              |
|  |                           |                           | BBoongBBoong              | BBoongBBoong              | 2            | 2            |                        |                        |                        |                        |  |  |                    |                    |                    |                    |  |  |              |              |              |              |
|  | Royal                     | Royal                     | BBoongBBoong              | BBoongBBoong              | 2            | 2            | 0                      | 0                      |                        |                        |  |  |                    |                    |                    |                    |  |  |              |              |              |              |
|  | Royal                     | Royal                     |                           |                           |              |              |                        | 0                      |                        |                        |  |  |                    |                    |                    |                    |  |  |              |              |              |              |
|  | BBoongBBoong              | BBoongBBoong              | 2                         | 2                         |              |              |                        |                        |                        |                        |  |  |                    |                    |                    |                    |  |  |              |              |              |              |
|  | BBoongBBoong              | BBoongBBoong              | 2                         | 2                         | BBoongBBoong | BBoongBBoong | 1                      | 1                      |                        |                        |  |  |                    |                    |                    |                    |  |  |              |              |              |              |
|  |                           |                           |                           |                           | BBoongBBoong | BBoongBBoong | 1                      | 1                      |                        |                        |  |  |                    |                    |                    |                    |  |  |              |              |              |              |
|  |                           |                           | Shine                     | Shine                     | 2            | 2            |                        |                        |                        |                        |  |  |                    |                    |                    |                    |  |  |              |              |              |              |
|  | Shine                     | Shine                     | Shine                     | Shine                     | 2            | 2            | 2                      | 2                      |                        |                        |  |  |                    |                    |                    |                    |  |  |              |              |              |              |
|  | Shine                     | Shine                     |                           |                           |              |              |                        | 2                      |                        |                        |  |  |                    |                    |                    |                    |  |  |              |              |              |              |
|  | SjoW                      | SjoW                      | 0                         | 0                         |              |              |                        |                        |                        |                        |  |  |                    |                    |                    |                    |  |  |              |              |              |              |
|  | SjoW                      | SjoW                      | 0                         | 0                         | Shine        | Shine        | 2                      | 2                      |                        |                        |  |  |                    |                    |                    |                    |  |  |              |              |              |              |
|  |                           |                           |                           |                           | Shine        | Shine        | 2                      | 2                      |                        |                        |  |  |                    |                    |                    |                    |  |  |              |              |              |              |
|  |                           |                           | Daisy                     | Daisy                     | 1            | 1            |                        |                        |                        |                        |  |  |                    |                    |                    |                    |  |  |              |              |              |              |
|  | Daisy                     | Daisy                     | Daisy                     | Daisy                     | 1            | 1            | 2                      | 2                      |                        |                        |  |  |                    |                    |                    |                    |  |  |              |              |              |              |
|  | Daisy                     | Daisy                     |                           |                           |              |              |                        | 2                      |                        |                        |  |  |                    |                    |                    |                    |  |  |              |              |              |              |
|  | ZaiZai                    | ZaiZai                    | 1                         | 1                         |              |              |                        |                        |                        |                        |  |  |                    |                    |                    |                    |  |  |              |              |              |              |
|  | ZaiZai                    | ZaiZai                    | 1                         | 1                         | Shine        | Shine        | 2                      | 2                      |                        |                        |  |  |                    |                    |                    |                    |  |  |              |              |              |              |
|  |                           |                           |                           |                           | Shine        | Shine        | 2                      | 2                      |                        |                        |  |  |                    |                    |                    |                    |  |  |              |              |              |              |
|  |                           |                           | Symbol                    | Symbol                    | 3            | 3            |                        |                        |                        |                        |  |  |                    |                    |                    |                    |  |  |              |              |              |              |
|  | HyuN                      | HyuN                      | Symbol                    | Symbol                    | 3            | 3            | 1                      | 1                      |                        |                        |  |  |                    |                    |                    |                    |  |  |              |              |              |              |
|  | HyuN                      | HyuN                      |                           |                           |              |              |                        | 1                      |                        |                        |  |  |                    |                    |                    |                    |  |  |              |              |              |              |
|  | Golden                    | Golden                    | 2                         | 2                         |              |              |                        |                        |                        |                        |  |  |                    |                    |                    |                    |  |  |              |              |              |              |
|  | Golden                    | Golden                    | 2                         | 2                         | Golden       | Golden       | 0                      | 0                      |                        |                        |  |  |                    |                    |                    |                    |  |  |              |              |              |              |
|  |                           |                           |                           |                           | Golden       | Golden       | 0                      | 0                      |                        |                        |  |  |                    |                    |                    |                    |  |  |              |              |              |              |
|  |                           |                           | Polt                      | Polt                      | 2            | 2            |                        |                        |                        |                        |  |  |                    |                    |                    |                    |  |  |              |              |              |              |
|  | GoOdy                     | GoOdy                     | Polt                      | Polt                      | 2            | 2            | 0                      | 0                      |                        |                        |  |  |                    |                    |                    |                    |  |  |              |              |              |              |
|  | GoOdy                     | GoOdy                     |                           |                           |              |              |                        | 0                      |                        |                        |  |  |                    |                    |                    |                    |  |  |              |              |              |              |
|  | Polt                      | Polt                      | 2                         | 2                         |              |              |                        |                        |                        |                        |  |  |                    |                    |                    |                    |  |  |              |              |              |              |
|  | Polt                      | Polt                      | 2                         | 2                         | Polt         | Polt         | 1                      | 1                      |                        |                        |  |  |                    |                    |                    |                    |  |  |              |              |              |              |
|  |                           |                           |                           |                           | Polt         | Polt         | 1                      | 1                      |                        |                        |  |  |                    |                    |                    |                    |  |  |              |              |              |              |
|  |                           |                           | Symbol                    | Symbol                    | 2            | 2            |                        |                        |                        |                        |  |  |                    |                    |                    |                    |  |  |              |              |              |              |
|  | Symbol                    | Symbol                    | Symbol                    | Symbol                    | 2            | 2            | 2                      | 2                      |                        |                        |  |  |                    |                    |                    |                    |  |  |              |              |              |              |
|  | Symbol                    | Symbol                    |                           |                           |              |              |                        | 2                      |                        |                        |  |  |                    |                    |                    |                    |  |  |              |              |              |              |
|  | Life                      | Life                      | 1                         | 1                         |              |              |                        |                        |                        |                        |  |  |                    |                    |                    |                    |  |  |              |              |              |              |
|  | Life                      | Life                      | 1                         | 1                         | Symbol       | Symbol       | 2                      | 2                      |                        |                        |  |  |                    |                    |                    |                    |  |  |              |              |              |              |
|  |                           |                           |                           |                           | Symbol       | Symbol       | 2                      | 2                      |                        |                        |  |  |                    |                    |                    |                    |  |  |              |              |              |              |
|  |                           |                           | Znow                      | Znow                      | 0            | 0            |                        |                        |                        |                        |  |  |                    |                    |                    |                    |  |  |              |              |              |              |
|  | Znow                      | Znow                      | Znow                      | Znow                      | 0            | 0            | 2                      | 2                      |                        |                        |  |  |                    |                    |                    |                    |  |  |              |              |              |              |
|  | Znow                      | Znow                      |                           |                           |              |              |                        | 2                      |                        |                        |  |  |                    |                    |                    |                    |  |  |              |              |              |              |
|  | Saga                      | Saga                      | 1                         | 1                         |              |              |                        |                        |                        |                        |  |  |                    |                    |                    |                    |  |  |              |              |              |              |
|  | Saga                      | Saga                      | 1                         | 1                         |              |              |                        |                        |                        |                        |  |  |                    |                    |                    |                    |  |  |              |              |              |              |
|  |                           |                           |                           |                           |              |              |                        |                        |                        |                        |  |  |                    |                    |                    |                    |  |  |              |              |              |              |

### Seconde qualification
La seconde phase de qualification a eu lieu le 5 février 2012 et a opposé 256 participants. Le gagnant, Life, a obtenu une place pour le tournoi Iron Squid.
| Protoss | Terran | Zerg |
| --- | --- | --- |
| - NightEnD - Vampire - Socke - row - MoOk - YongHwa - Sase - RaNgeD - Crane - AcE - Squirtle - Bischu - VERDI - TREME - Ready | - Virus - Noblesse - merz - dreamertt - Bomber - SjoW - Rain - Strelok - Sparta - Polt - Maka - Naama - Dream - KeeN | - Terius - Snute - Sleep - True - DeathAngel - Uhen - Royal - Ciara - horror - KingKong - Life - Golden - MaddeLisk - LaLuSh - Monster - Shine - DeParture - HyuN - ChAnCe - SLush - Curious - Cytoplasm |

#### Arbre
Code couleur des trois races :  Protoss  Terran  Zerg  Aléatoire
Voir ici pour l'arbre complet.
|  | Huitièmes de finale (Bo3) | Huitièmes de finale (Bo3) | Huitièmes de finale (Bo3) | Huitièmes de finale (Bo3) |           |           | Quarts de finale (Bo3) | Quarts de finale (Bo3) | Quarts de finale (Bo3) | Quarts de finale (Bo3) |  |  | Demi-finales (Bo3) | Demi-finales (Bo3) | Demi-finales (Bo3) | Demi-finales (Bo3) |  |  | Finale (Bo5) | Finale (Bo5) | Finale (Bo5) | Finale (Bo5) |
|  |                           |                           |                           |                           |           |           |                        |                        |                        |                        |  |  |                    |                    |                    |                    |  |  |              |              |              |              |
|  |                           |                           |                           |                           |           |           |                        |                        |                        |                        |  |  |                    |                    |                    |                    |  |  |              |              |              |              |
|  | Creator                   | Creator                   | 2                         | 2                         |           |           |                        |                        |                        |                        |  |  |                    |                    |                    |                    |  |  |              |              |              |              |
|  | Creator                   | Creator                   | 2                         | 2                         |           |           |                        |                        |                        |                        |  |  |                    |                    |                    |                    |  |  |              |              |              |              |
|  | Noblesse                  | Noblesse                  | 1                         | 1                         |           |           |                        |                        |                        |                        |  |  |                    |                    |                    |                    |  |  |              |              |              |              |
|  | Noblesse                  | Noblesse                  | 1                         | 1                         | Creator   | Creator   | 1                      | 1                      |                        |                        |  |  |                    |                    |                    |                    |  |  |              |              |              |              |
|  |                           |                           |                           |                           | Creator   | Creator   | 1                      | 1                      |                        |                        |  |  |                    |                    |                    |                    |  |  |              |              |              |              |
|  |                           |                           | dreamertt                 | dreamertt                 | 2         | 2         |                        |                        |                        |                        |  |  |                    |                    |                    |                    |  |  |              |              |              |              |
|  | NightEnD                  | NightEnD                  | dreamertt                 | dreamertt                 | 2         | 2         | 0                      | 0                      |                        |                        |  |  |                    |                    |                    |                    |  |  |              |              |              |              |
|  | NightEnD                  | NightEnD                  |                           |                           |           |           |                        | 0                      |                        |                        |  |  |                    |                    |                    |                    |  |  |              |              |              |              |
|  | dreamertt                 | dreamertt                 | 2                         | 2                         |           |           |                        |                        |                        |                        |  |  |                    |                    |                    |                    |  |  |              |              |              |              |
|  | dreamertt                 | dreamertt                 | 2                         | 2                         | dreamertt | dreamertt | 0                      | 0                      |                        |                        |  |  |                    |                    |                    |                    |  |  |              |              |              |              |
|  |                           |                           |                           |                           | dreamertt | dreamertt | 0                      | 0                      |                        |                        |  |  |                    |                    |                    |                    |  |  |              |              |              |              |
|  |                           |                           | Life                      | Life                      | 2         | 2         |                        |                        |                        |                        |  |  |                    |                    |                    |                    |  |  |              |              |              |              |
|  | Bomber                    | Bomber                    | Life                      | Life                      | 2         | 2         | 2                      | 2                      |                        |                        |  |  |                    |                    |                    |                    |  |  |              |              |              |              |
|  | Bomber                    | Bomber                    |                           |                           |           |           |                        | 2                      |                        |                        |  |  |                    |                    |                    |                    |  |  |              |              |              |              |
|  | Strelok                   | Strelok                   | 0                         | 0                         |           |           |                        |                        |                        |                        |  |  |                    |                    |                    |                    |  |  |              |              |              |              |
|  | Strelok                   | Strelok                   | 0                         | 0                         | Bomber    | Bomber    | 1                      | 1                      |                        |                        |  |  |                    |                    |                    |                    |  |  |              |              |              |              |
|  |                           |                           |                           |                           | Bomber    | Bomber    | 1                      | 1                      |                        |                        |  |  |                    |                    |                    |                    |  |  |              |              |              |              |
|  |                           |                           | Life                      | Life                      | 2         | 2         |                        |                        |                        |                        |  |  |                    |                    |                    |                    |  |  |              |              |              |              |
|  | Life                      | Life                      | Life                      | Life                      | 2         | 2         | 2                      | 2                      |                        |                        |  |  |                    |                    |                    |                    |  |  |              |              |              |              |
|  | Life                      | Life                      |                           |                           |           |           |                        | 2                      |                        |                        |  |  |                    |                    |                    |                    |  |  |              |              |              |              |
|  | LaLush                    | LaLush                    | 0                         | 0                         |           |           |                        |                        |                        |                        |  |  |                    |                    |                    |                    |  |  |              |              |              |              |
|  | LaLush                    | LaLush                    | 0                         | 0                         | Life      | Life      | 3                      | 3                      |                        |                        |  |  |                    |                    |                    |                    |  |  |              |              |              |              |
|  |                           |                           |                           |                           | Life      | Life      | 3                      | 3                      |                        |                        |  |  |                    |                    |                    |                    |  |  |              |              |              |              |
|  |                           |                           | KeeN                      | KeeN                      | 0         | 0         |                        |                        |                        |                        |  |  |                    |                    |                    |                    |  |  |              |              |              |              |
|  | Polt                      | Polt                      | KeeN                      | KeeN                      | 0         | 0         | 1                      | 1                      |                        |                        |  |  |                    |                    |                    |                    |  |  |              |              |              |              |
|  | Polt                      | Polt                      |                           |                           |           |           |                        | 1                      |                        |                        |  |  |                    |                    |                    |                    |  |  |              |              |              |              |
|  | Monster                   | Monster                   | 2                         | 2                         |           |           |                        |                        |                        |                        |  |  |                    |                    |                    |                    |  |  |              |              |              |              |
|  | Monster                   | Monster                   | 2                         | 2                         | Monster   | Monster   | 2                      | 2                      |                        |                        |  |  |                    |                    |                    |                    |  |  |              |              |              |              |
|  |                           |                           |                           |                           | Monster   | Monster   | 2                      | 2                      |                        |                        |  |  |                    |                    |                    |                    |  |  |              |              |              |              |
|  |                           |                           | Crane                     | Crane                     | 1         | 1         |                        |                        |                        |                        |  |  |                    |                    |                    |                    |  |  |              |              |              |              |
|  | Sase                      | Sase                      | Crane                     | Crane                     | 1         | 1         | 1                      | 1                      |                        |                        |  |  |                    |                    |                    |                    |  |  |              |              |              |              |
|  | Sase                      | Sase                      |                           |                           |           |           |                        | 1                      |                        |                        |  |  |                    |                    |                    |                    |  |  |              |              |              |              |
|  | Crane                     | Crane                     | 2                         | 2                         |           |           |                        |                        |                        |                        |  |  |                    |                    |                    |                    |  |  |              |              |              |              |
|  | Crane                     | Crane                     | 2                         | 2                         | Monster   | Monster   | 1                      | 1                      |                        |                        |  |  |                    |                    |                    |                    |  |  |              |              |              |              |
|  |                           |                           |                           |                           | Monster   | Monster   | 1                      | 1                      |                        |                        |  |  |                    |                    |                    |                    |  |  |              |              |              |              |
|  |                           |                           | KeeN                      | KeeN                      | 2         | 2         |                        |                        |                        |                        |  |  |                    |                    |                    |                    |  |  |              |              |              |              |
|  | Squirtle                  | Squirtle                  | KeeN                      | KeeN                      | 2         | 2         | 2                      | 2                      |                        |                        |  |  |                    |                    |                    |                    |  |  |              |              |              |              |
|  | Squirtle                  | Squirtle                  |                           |                           |           |           |                        | 2                      |                        |                        |  |  |                    |                    |                    |                    |  |  |              |              |              |              |
|  | VERDI                     | VERDI                     | 0                         | 0                         |           |           |                        |                        |                        |                        |  |  |                    |                    |                    |                    |  |  |              |              |              |              |
|  | VERDI                     | VERDI                     | 0                         | 0                         | Squirtle  | Squirtle  | 0                      | 0                      |                        |                        |  |  |                    |                    |                    |                    |  |  |              |              |              |              |
|  |                           |                           |                           |                           | Squirtle  | Squirtle  | 0                      | 0                      |                        |                        |  |  |                    |                    |                    |                    |  |  |              |              |              |              |
|  |                           |                           | KeeN                      | KeeN                      | 2         | 2         |                        |                        |                        |                        |  |  |                    |                    |                    |                    |  |  |              |              |              |              |
|  | KeeN                      | KeeN                      | KeeN                      | KeeN                      | 2         | 2         | 2                      | 2                      |                        |                        |  |  |                    |                    |                    |                    |  |  |              |              |              |              |
|  | KeeN                      | KeeN                      |                           |                           |           |           |                        | 2                      |                        |                        |  |  |                    |                    |                    |                    |  |  |              |              |              |              |
|  | Ready                     | Ready                     | 1                         | 1                         |           |           |                        |                        |                        |                        |  |  |                    |                    |                    |                    |  |  |              |              |              |              |
|  | Ready                     | Ready                     | 1                         | 1                         |           |           |                        |                        |                        |                        |  |  |                    |                    |                    |                    |  |  |              |              |              |              |
|  |                           |                           |                           |                           |           |           |                        |                        |                        |                        |  |  |                    |                    |                    |                    |  |  |              |              |              |              |

## Tournoi principal
À l'origine, il était prévu d'inviter quatorze joueurs et que six participants aient à se qualifier, mais quatre figures de StarCraft II ont été invitées en plus le 16 février 2012, à savoir BoxeR, MMA, NesTea et Mvp. Le tournoi propose une présentation des joueurs, rédigée par LeLfe,. Les poules ont été jouées en ligne et diffusées sur l'Iron Squid TV tous les mercredis et samedis à partir du 29 février 2012.
| Protoss (4)                 | Terran (8)                                                          | Zerg (8)                                             |
| Joueurs invités             | Joueurs invités                                                     | Joueurs invités                                      |
| --------------------------- | ------------------------------------------------------------------- | ---------------------------------------------------- |
| - ToD - MaNa - HasuObs - MC | - MarineKing - ThorZaIN - PuMa - aLive - jjakji - Mvp - MMA - BoxeR | - Ret - Nerchio - Leenock - Stephano - IdrA - NesTea |
| Joueurs qualifiés           |                                                                     |                                                      |
|                             |                                                                     | - Symbol - Life                                      |

### Phases de poules
Code couleur des trois races :  Protoss  Terran  Zerg  Aléatoire.

#### Poule A
| No. | Joueur         | M   | P   |
| --- | -------------- | --- | --- |
| 1.  | (T) MarineKing | 4-0 | 8-2 |
| 2.  | (T) PuMa       | 2-2 | 6-5 |
| 3.  | (Z) Ret        | 2-2 | 5-5 |
| 4.  | (T) BoxeR      | 2-2 | 5-6 |
| 5.  | (P) ToD        | 0-4 | 2-8 |

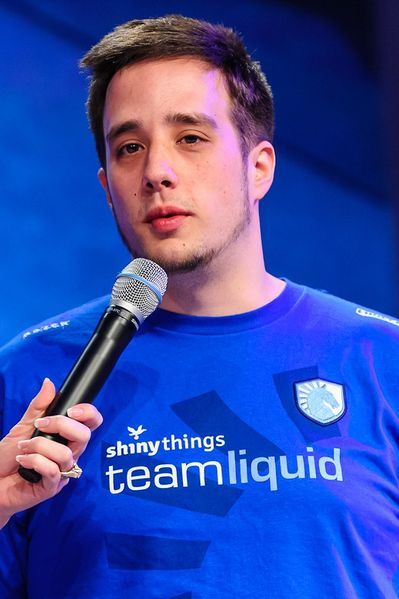
Ret
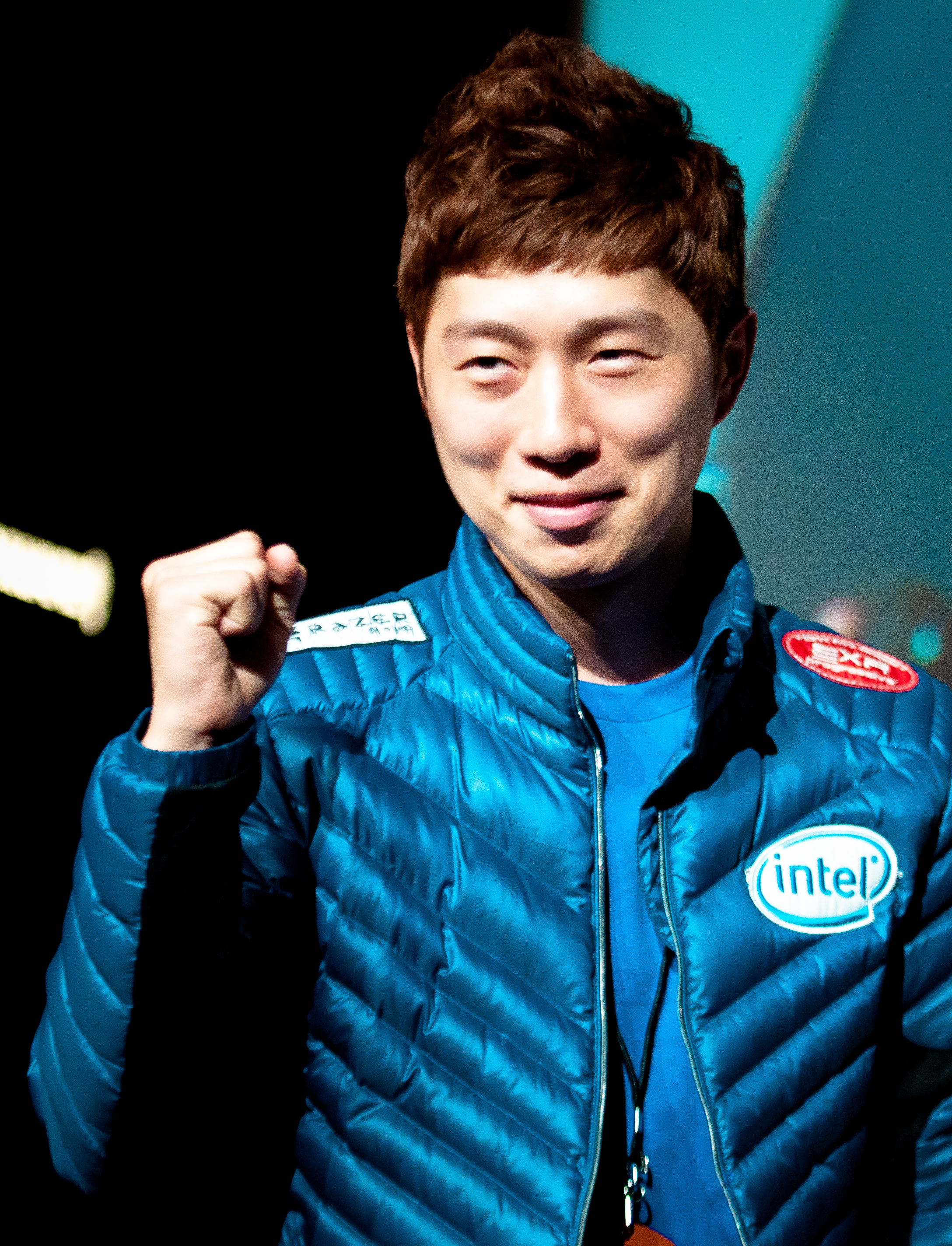
BoxeR
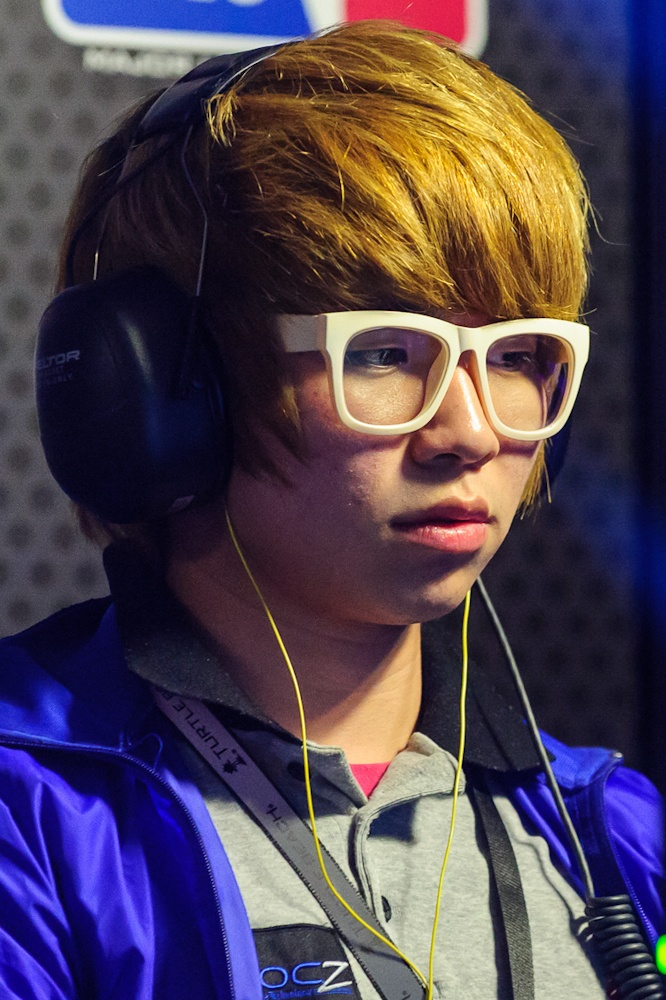
MarineKing
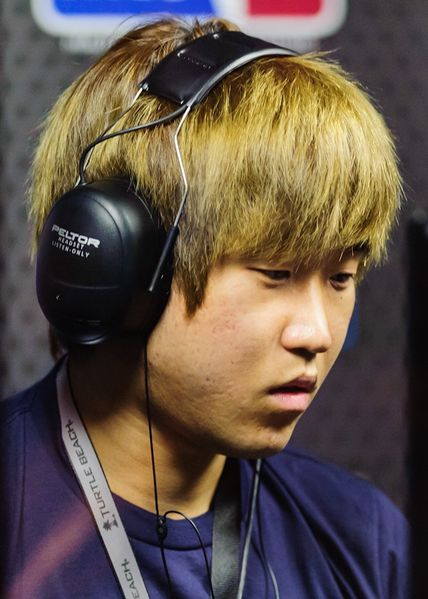
PuMa
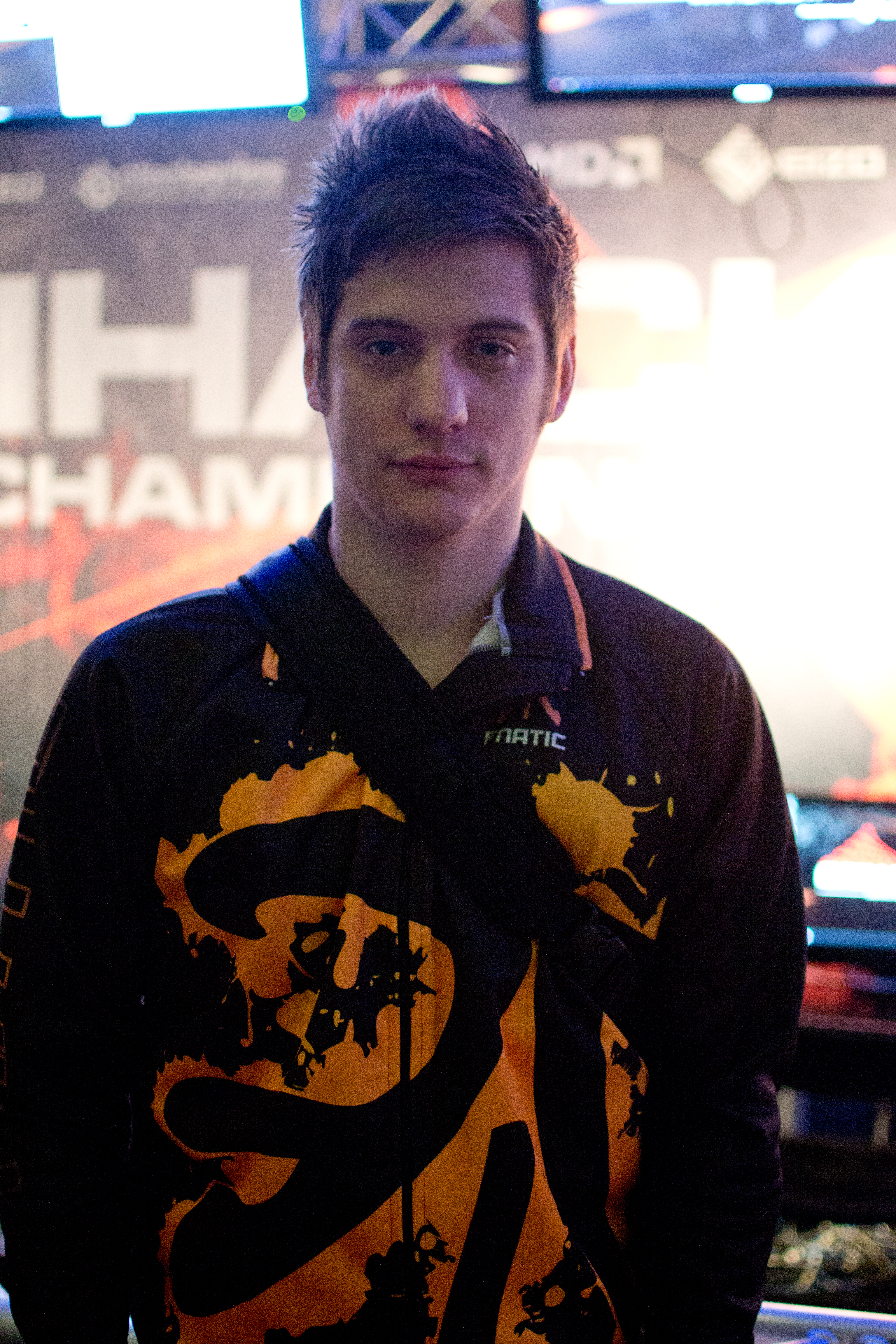
ToD

##### Présentation des joueurs
- PuMa était le troisième Coréen du groupe, il avait acquis l'expérience des grands tournois internationaux et y avait montré de bonnes performances. Le joueur d'Evil Geniuses avait déjà gagné trois titres internationaux, mais avait toujours des difficultés en Corée. Son niveau de jeu peu régulier laissait peu prévoir ses résultats[4].
- Ret faisait partie des deux joueurs de la poule non coréens. Il avait dernièrement obtenu la troisième place des IEM de Sao Paulo et avait montré un bon niveau aux MLG. Sa macro-gestion lui permettait d'avoir une chance contre les meilleurs joueurs du monde. Avec une bonne préparation de son match-up Zerg contre Terran, il pouvait sans aucun doute battre un des joueurs coréens. Il devait en battre deux pour parvenir à la deuxième place de la poule[4].
- L'autre joueur non-coréen du groupe, ToD, joue la race Protoss. Depuis son arrivée en Corée, le joueur français avait montré beaucoup d'améliorations de son niveau de jeu, ayant atteint le tableau final de la dernière DreamHack, bien qu'il eût encore des difficultés en Protoss contre Zerg. Avec Ret comme seul Zerg du groupe, il pouvait répliquer avec son bon Protoss contre Terran pour obtenir une place aux quarts de finale et chambouler les pronostics. Le joueur protoss était l'underdog de ce groupe et devait montrer son meilleur niveau à chaque partie, un défi compliqué[4].
- L'un des derniers joueurs invités, BoxeR avait largement les capacités d'obtenir sa place dans l'arbre final. Du fait de son âge, il était légèrement désavantagé face aux autres joueur plus jeunes et donc plus rapides au clavier, mais il était connu pour son intelligence et vision de jeu. Le fondateur de l'équipe SlayerS était capable de battre son adversaire grâce à des actions audacieuses et des stratégies innovantes. BoxeR pouvait légitimement obtenir la deuxième place de ce groupe : si MarineKing semblait légèrement trop fort, PuMa pouvait être battu en Terran contre Terran et BoxeR est favori contre les deux joueurs non coréens. Cependant, il ne faut pas les sous estimer, car ToD l'avait déjà battu lors d'un tournoi en ligne et Ret pouvait vaincre n'importe qui s'il était en forme[4].
- Même si le groupe est dur, MarineKing semblait être capable de prendre la première place de la poule. MKP montrait toujours du beau jeu lorsqu'il entrait dans un tournoi, mais avait des difficultés à se hisser jusqu'à la première place, il avait cependant gagné la MLG Winter Arena. Le joueur coréen avait montré un Terran contre Terran plutôt bon dans son groupe GSL, ce qui était un avantage à prendre en compte dans une poule avec deux Terrans. Aussi bon que PuMa et BoxeR pouvaient l'être, MarineKing était le plus impressionnant en Corée. À en voir ses matchs contre les foreigners[Note 1], à l'exception de Stephano, personne ne l'avait battu dans les tournois importants. Ses adversaires devaient tirer leur avantage du fait que MarineKing joue parfois de manière risquée[4].

##### Matchs
| Match 1 | Match 1                                        | Match 1  | Match 1 | Match 1 |
| ------- | ---------------------------------------------- | -------- | ------- | ------- |
|         |                                                |          |         |         |
| Ret (Z) | 2 - 1                                          | (T) PuMa |         |         |
|         |                                                |          |         |         |
| ✔️ · ✔️ | Bel'Shir Beach Winter Dual Sight Cloud Kingdom | ✔️       |         |         |

| Match 2   | Match 2                                       | Match 2 | Match 2 | Match 2 |
| --------- | --------------------------------------------- | ------- | ------- | ------- |
|           |                                               |         |         |         |
| BoxeR (T) | 2 - 1                                         | (P) ToD |         |         |
|           |                                               |         |         |         |
| ✔️ · ✔️   | Tal'Darim Altar Antiga Shipyard Cloud Kingdom | ✔️      |         |         |

| Match 3        | Match 3                  | Match 3 | Match 3 | Match 3 |
| -------------- | ------------------------ | ------- | ------- | ------- |
|                |                          |         |         |         |
| MarineKing (T) | 2 - 0                    | (P) ToD |         |         |
|                |                          |         |         |         |
| ✔️ · ✔️        | Daybreak Antiga Shipyard |         |         |         |

| Match 4   | Match 4                                             | Match 4 | Match 4 | Match 4 |
| --------- | --------------------------------------------------- | ------- | ------- | ------- |
|           |                                                     |         |         |         |
| BoxeR (T) | 2 - 1                                               | (Z) Ret |         |         |
|           |                                                     |         |         |         |
| ✔️ · ✔️   | Cloud Kingdom Bel'Shir Beach Winter Tal'Darim Altar | ✔️      |         |         |

| Match 5 | Match 5                             | Match 5  | Match 5 | Match 5 |
| ------- | ----------------------------------- | -------- | ------- | ------- |
|         |                                     |          |         |         |
| ToD (P) | 1 - 2                               | (T) PuMa |         |         |
|         |                                     |          |         |         |
| ✔️      | Antiga Shipyard Terminus Dual Sight | ✔️ · ✔️  |         |         |

| Match 6        | Match 6                                  | Match 6  | Match 6 | Match 6 |
| -------------- | ---------------------------------------- | -------- | ------- | ------- |
|                |                                          |          |         |         |
| MarineKing (T) | 2 - 1                                    | (T) PuMa |         |         |
|                |                                          |          |         |         |
| ✔️ · ✔️        | Cloud Kingdom Dual Sight Antiga Shipyard | ✔️       |         |         |

| Match 7 | Match 7                  | Match 7 | Match 7 | Match 7 |
| ------- | ------------------------ | ------- | ------- | ------- |
|         |                          |         |         |         |
| Ret (Z) | 2 - 0                    | (P) ToD |         |         |
|         |                          |         |         |         |
| ✔️ · ✔️ | Antiga Shipyard Daybreak |         |         |         |

| Match 8   | Match 8                | Match 8  | Match 8 | Match 8 |
| --------- | ---------------------- | -------- | ------- | ------- |
|           |                        |          |         |         |
| BoxeR (Z) | 0 - 2                  | (T) PuMa |         |         |
|           |                        |          |         |         |
|           | Cloud Kingdom Terminus | ✔️ · ✔️  |         |         |

| Match 9 | Match 9                          | Match 9        | Match 9 | Match 9 |
| ------- | -------------------------------- | -------------- | ------- | ------- |
|         |                                  |                |         |         |
| Ret (Z) | 2 - 0                            | (T) MarineKing |         |         |
|         |                                  |                |         |         |
| ✔️ · ✔️ | Bel'Shir Beach Winter Dual Sight |                |         |         |

| Match 10  | Match 10                                                             | Match 10       | Match 10 | Match 10 |
| --------- | -------------------------------------------------------------------- | -------------- | -------- | -------- |
|           |                                                                      |                |          |          |
| BoxeR (T) | 1 - 2                                                                | (T) MarineKing |          |          |
|           |                                                                      |                |          |          |
| ✔️        | Tal'Darim Altar Dual Sight Antiga Shipyard (égalité) Antiga Shipyard | ✔️ · ✔️        |          |          |

#### Poule B
| No. | Joueur       | M   | P   |
| --- | ------------ | --- | --- |
| 1.  | (P) MC       | 4-0 | 8-1 |
| 2.  | (Z) Symbol   | 2-2 | 5-4 |
| 3.  | (Z) IdrA     | 2-2 | 4-5 |
| 4.  | (T) Mvp      | 2-2 | 4-5 |
| 5.  | (T) ThorZaIN | 0-4 | 2-8 |

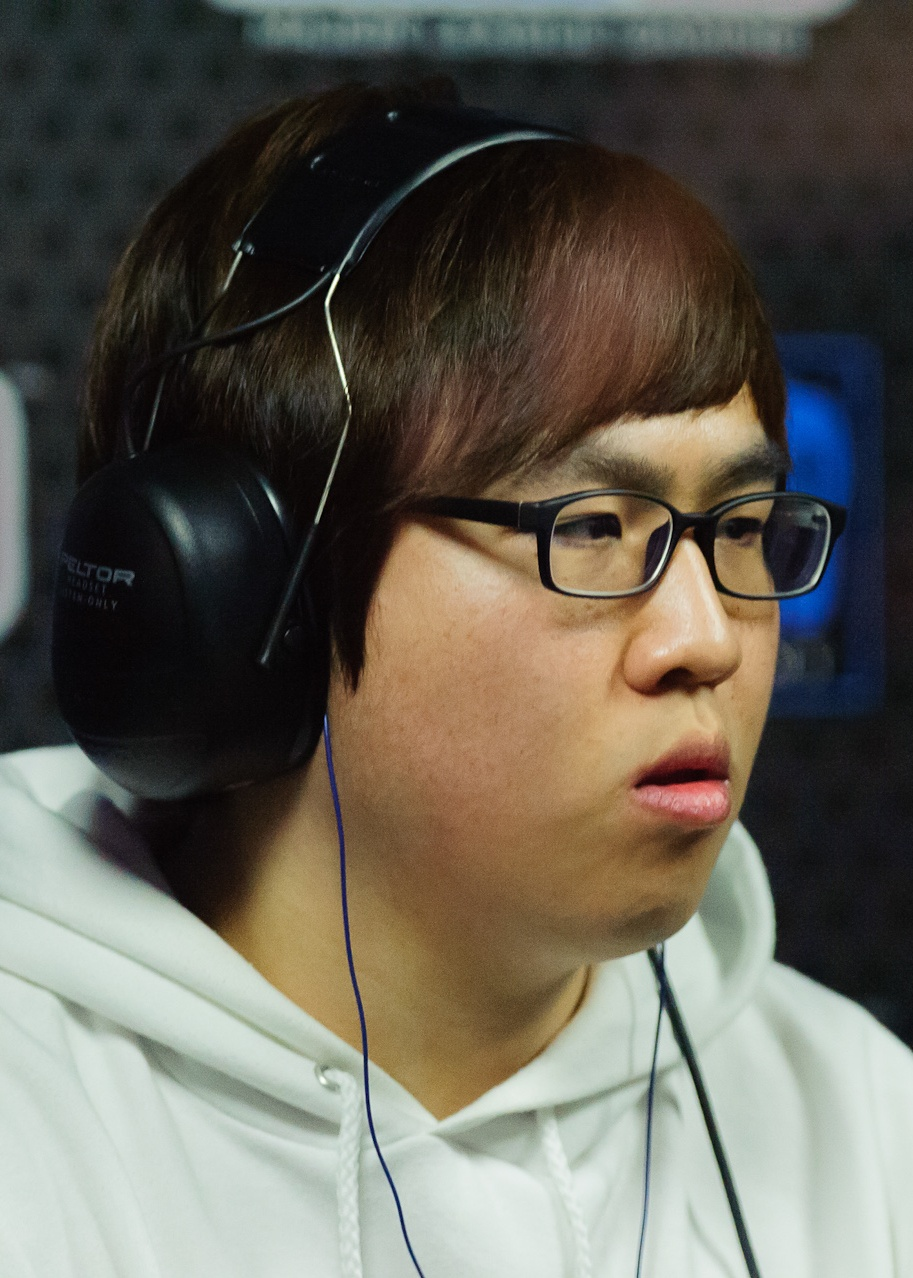
Symbol
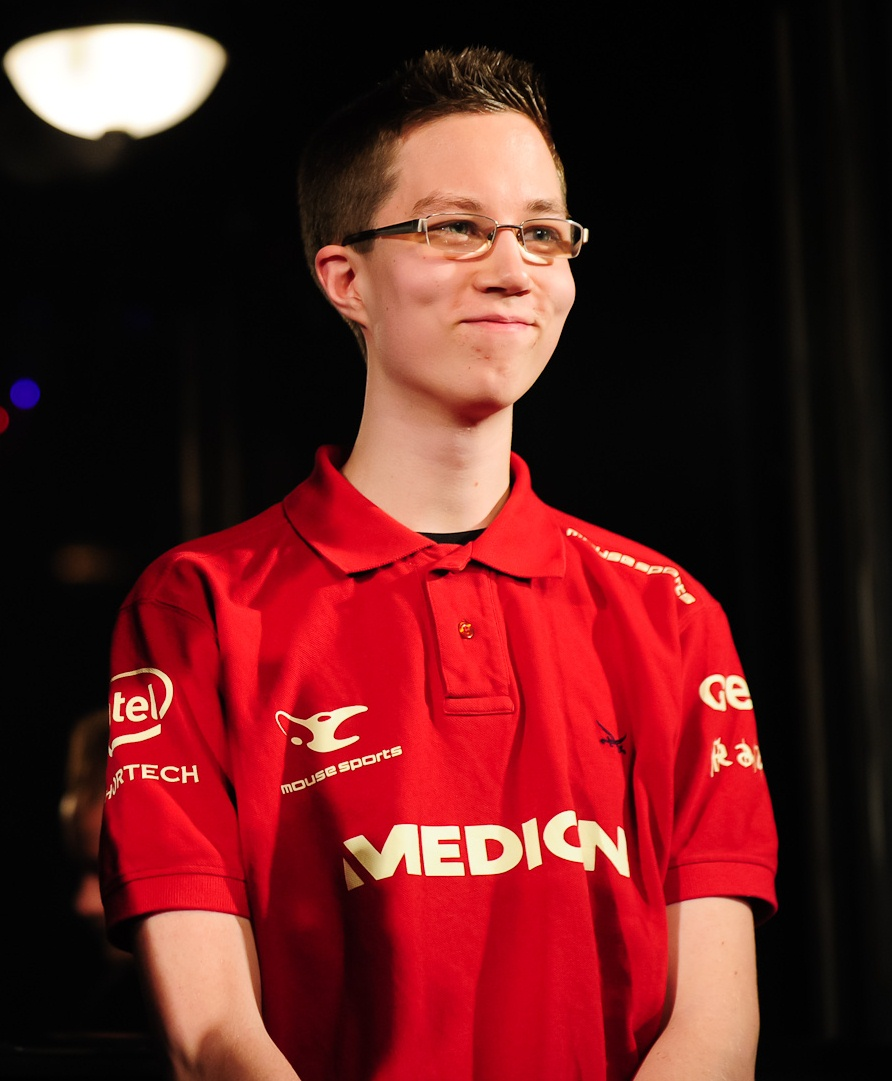
ThorZaIN
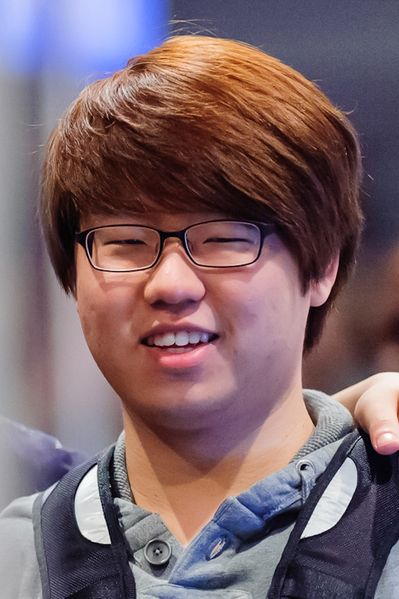
MC
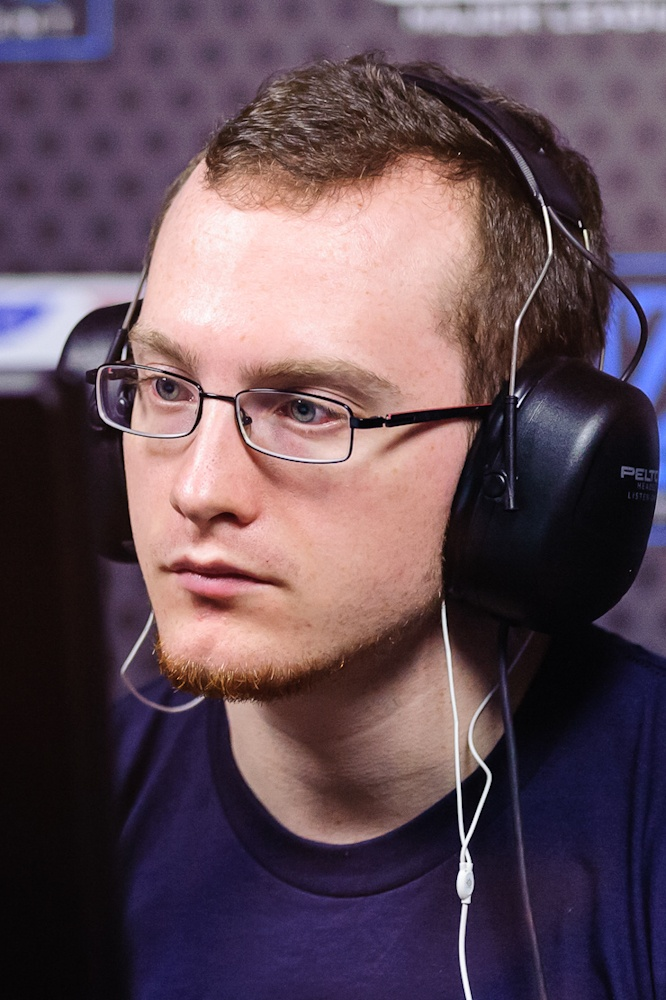
IdrA

##### Présentation des joueurs
- Sauf pour ceux qui suivaient la scène coréenne avec attention, Symbol était très peu connu avant quelques semaines précédant l'Iron Squid. En plus d'avoir battu des joueurs connus comme Polt et BBoongBBoong pour se qualifier au tournoi, il avait récemment réussi à faire partie du Code A de la GSL. Symbol avait montré un bon niveau dans des compétitions par équipe, il devait alors jouer en tant que Zerg individuel. Son groupe lui offrait une grande opportunité avec deux joueurs non coréens habitués au style coréen, et deux des meilleurs joueurs coréens. Si Symbol arrivait à passer, il surprendrait les pronostics[5].
- ThorZaIN avait été révélé à la scène de StarCraft II de la meilleure façon possible. Ayant été un bon joueur de Warcraft III, il a plutôt bien effectué sa transition ver StarCraft II et s'est qualifié pour la TSL 3, alors qu'il n'était pas favoris. Le joueur Terran avait fait preuve d'un bon niveau de jeu en montrant qu'il était un « artiste » : il avait créé ses propres stratégies pour battre ses adversaires. Avec sa bonne préparation, il avait multiplié les renversements de situation et s'était débrouillé pour gagner le tournoi contre NaNiwa, son compatriote suédois, en finale. Depuis qu'il avait gagné la TSL 3, il a été reconnu comme un des joueurs européens les plus en formes, mais il avait alors l'ambition de gagner l'Iron Squid. Il était dans cette compétition à l'aise contre des concurrents connus contre qui il s'était préparé. Une situation dans laquelle il devait montrer son meilleur niveau pour se qualifier en quart de finale[5].
- IdrA était connu pour son niveau de jeu très irrégulier. Il pouvait jouer des parties magnifiques mais aussi parfois se laisser dépasser par son mauvais tempérament. Pour s'imposer à l'Iron Squid, IdrA s'était entraîné en Corée aidé par les membres de l'équipe SlayerS. Il avait à combattre des opposants de taille. Après deux déceptions à la GSL et aux IEM, IdrA devait montrer au public qu'il était toujours là. MC et Mvp n'étaient pas hors de sa portée, mais battre l'un d'eux aurait été une bonne performance qui lui aurait permis d'avancer[5].
- Avec trois titres GSL, une BlizzCon, une MLG et WCG, Mvp avait remporté la plupart des titres de StarCraft II et était encore considéré comme l'un des meilleurs joueurs. Cependant, il ne jouait pas toujours dans les mêmes conditions que ses adversaires, comme aux CTS, ses deux mains lui faisaient souffrir. Une situation qui l'empêchait même parfois d'appuyer sur la souris. En dépit de son handicap, Mvp parvint à rester parmi l'élite coréenne et à détruire ses adversaires lorsqu'il est dans de bonnes conditions. Pendant l'Iron Squid, il a pu s'arranger pour obtenir les dates qui lui convenaient et dans lesquelles il était dans les meilleures conditions pour jouer. Le Terran était un grand « artiste » de StarCraft II : il pouvait jouer tous les styles à tous les degrés d’agressivité pour surpasser ses ennemis. Il était favori de sa poule[5].
- Après quelques mauvais mois, MC, couramment surnommé le Président avait montré des améliorations. Il est encore connu aujourd'hui pour son aisance sur scène, ce qui le rend populaire chez les amateurs de StarCraft II, il est aussi réputé pour des stratégies agressives et risquées. Après sa victoire des IEM World, le joueur Protoss ne devait pas sous-estimer ThorZaIN, IdrA et Mvp qui l'ont déjà battu en tournois en public. Il partageait avec Mvp le statut de favoris au groupe B[5].

#### Poule C
| No. | Joueur       | M   | P   |
| --- | ------------ | --- | --- |
| 1.  | (T) MMA      | 3-1 | 7-3 |
| 2.  | (T) jjakji   | 3-1 | 6-3 |
| 3.  | (Z) Life     | 2-2 | 6-5 |
| 4.  | (Z) Stephano | 2-3 | 3-6 |
| 5.  | (P) MaNa     | 1-3 | 2-7 |

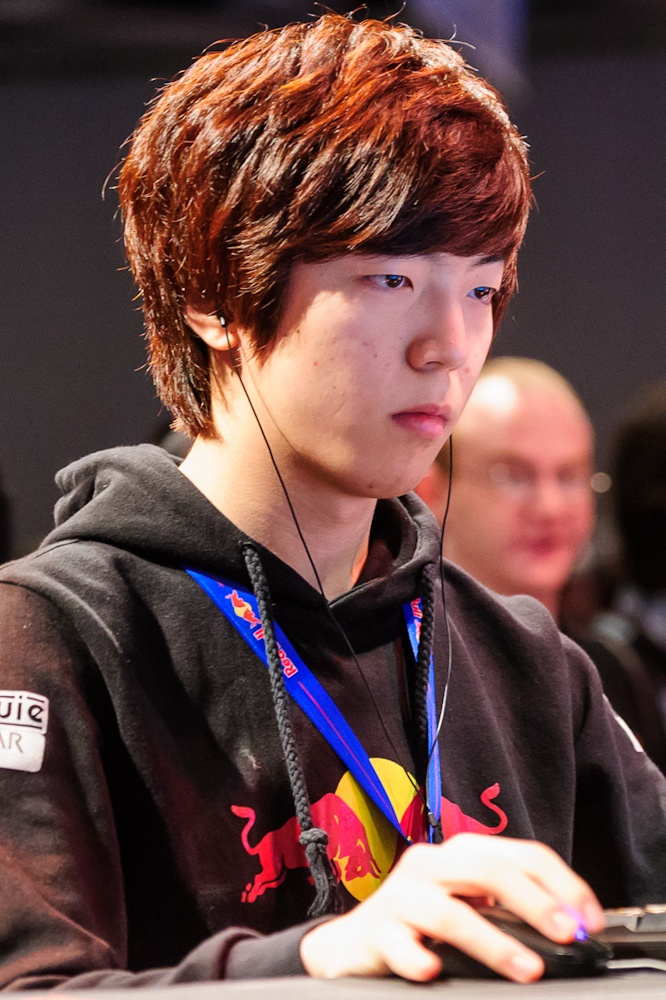
Life
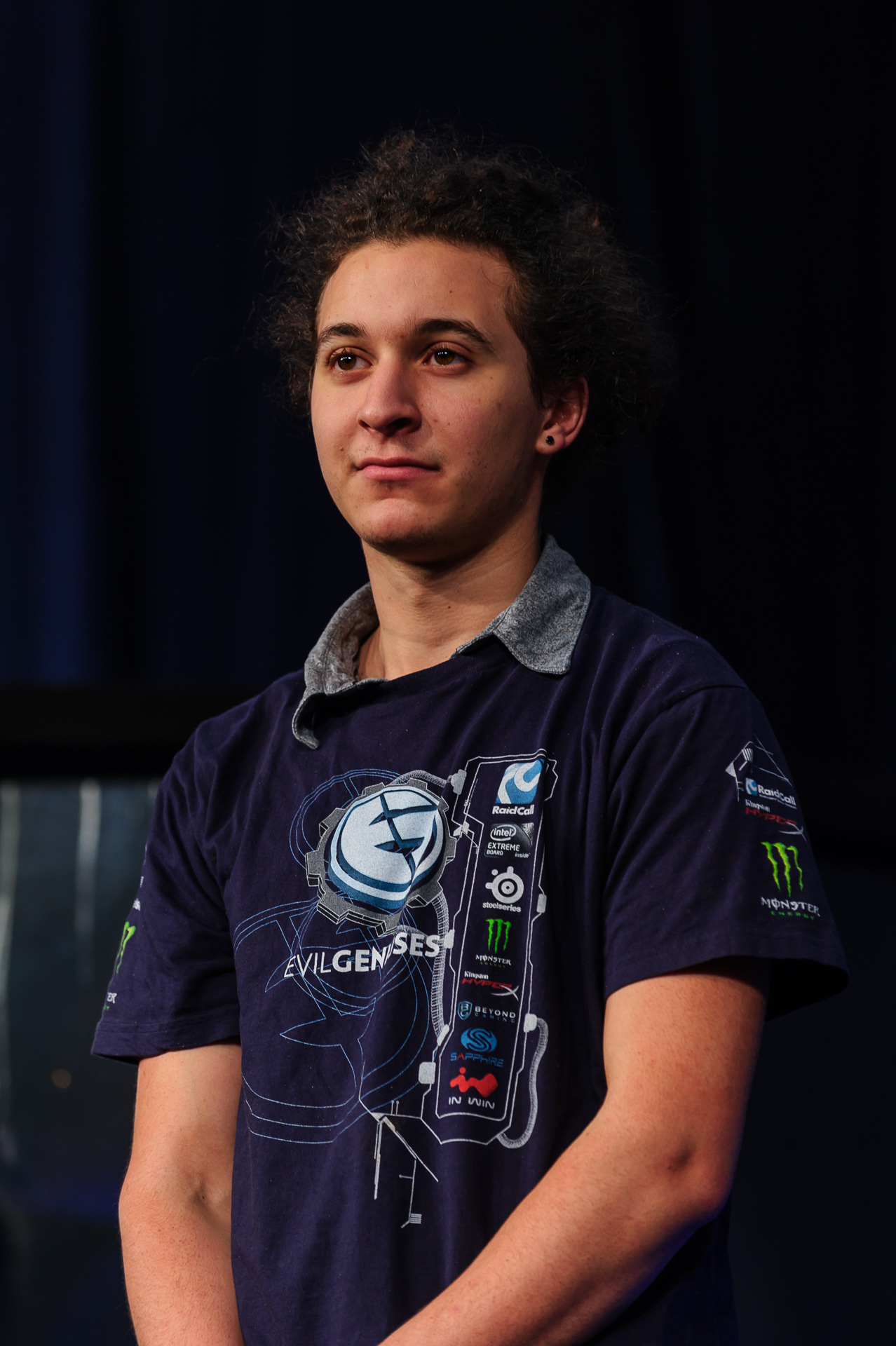
Stephano
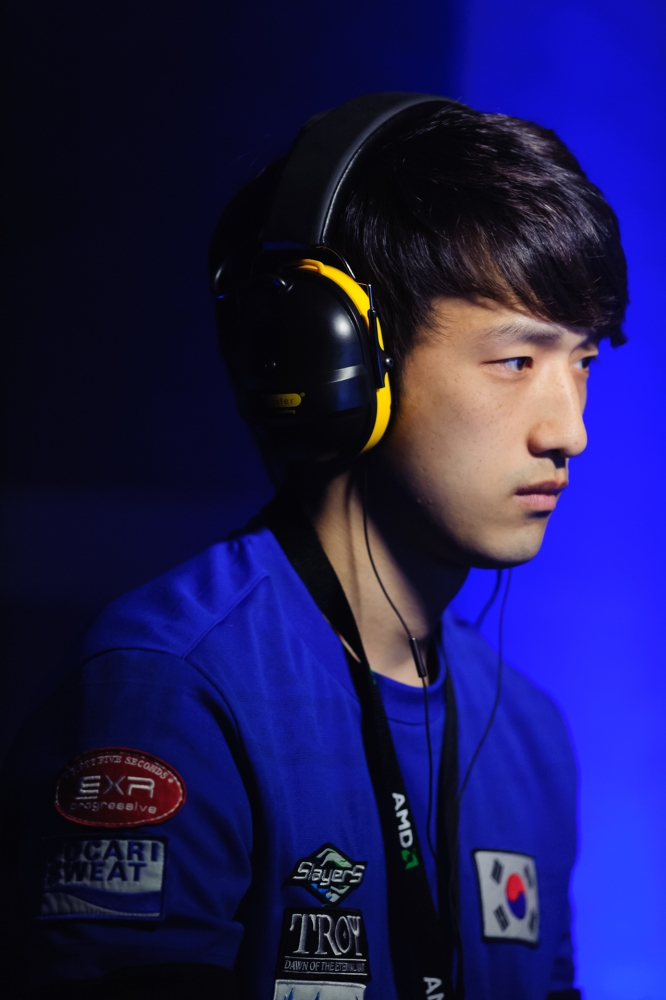
MMA
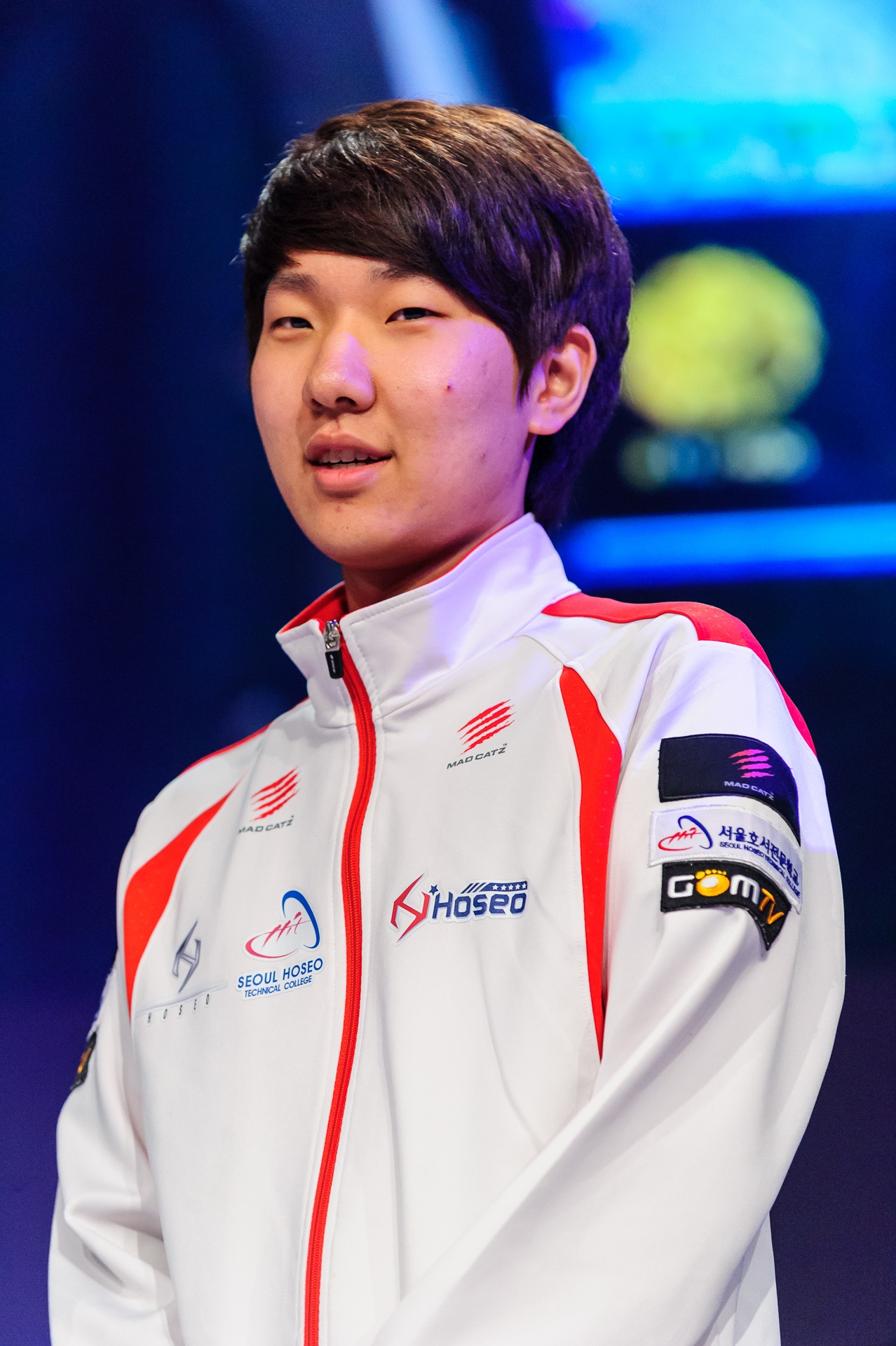
jjakji

#### Poule D
| No. | Joueur      | M   | P   |
| --- | ----------- | --- | --- |
| 1.  | (Z) NesTea  | 4-0 | 8-2 |
| 2.  | (T) aLive   | 3-1 | 6-4 |
| 3.  | (Z) Nerchio | 2-2 | 6-4 |
| 4.  | (P) HasuObs | 1-3 | 3-7 |
| 5.  | (Z) Leenock | 0-4 | 2-8 |

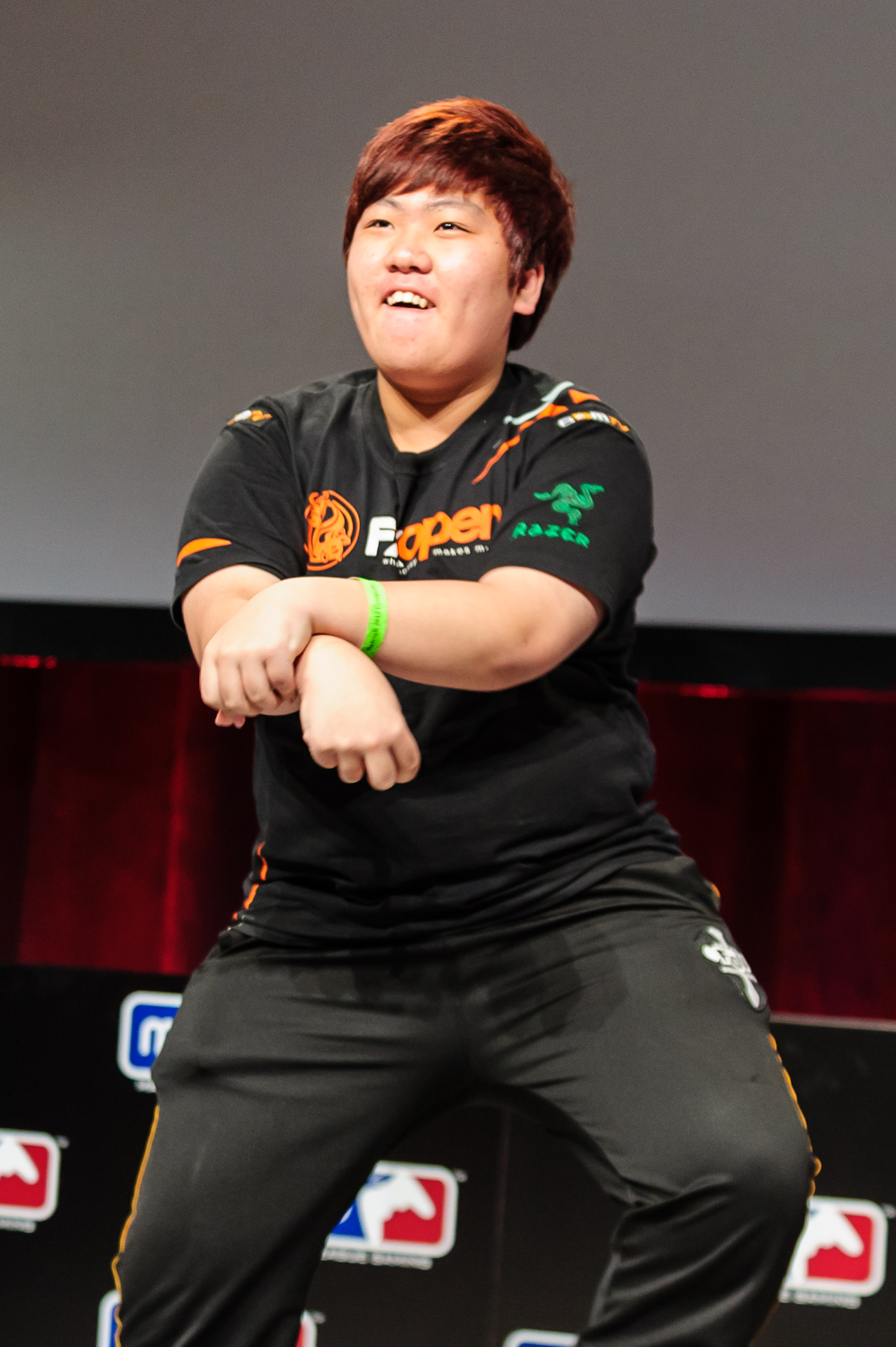
Leenock
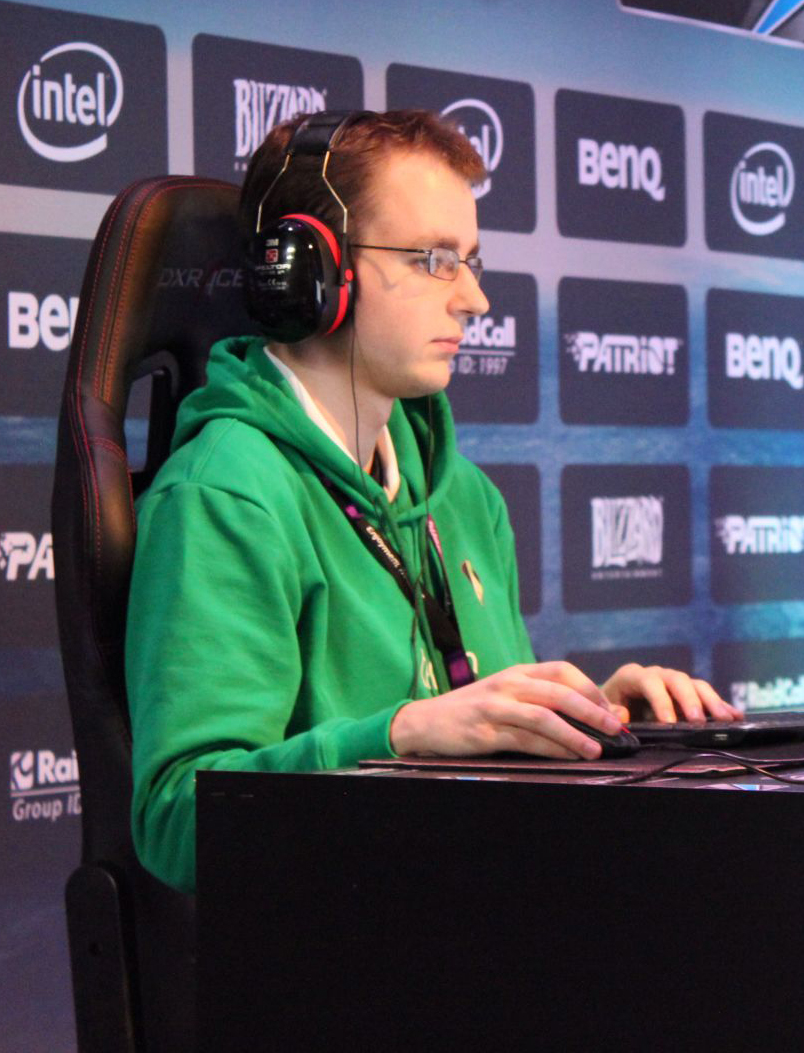
Nerchio
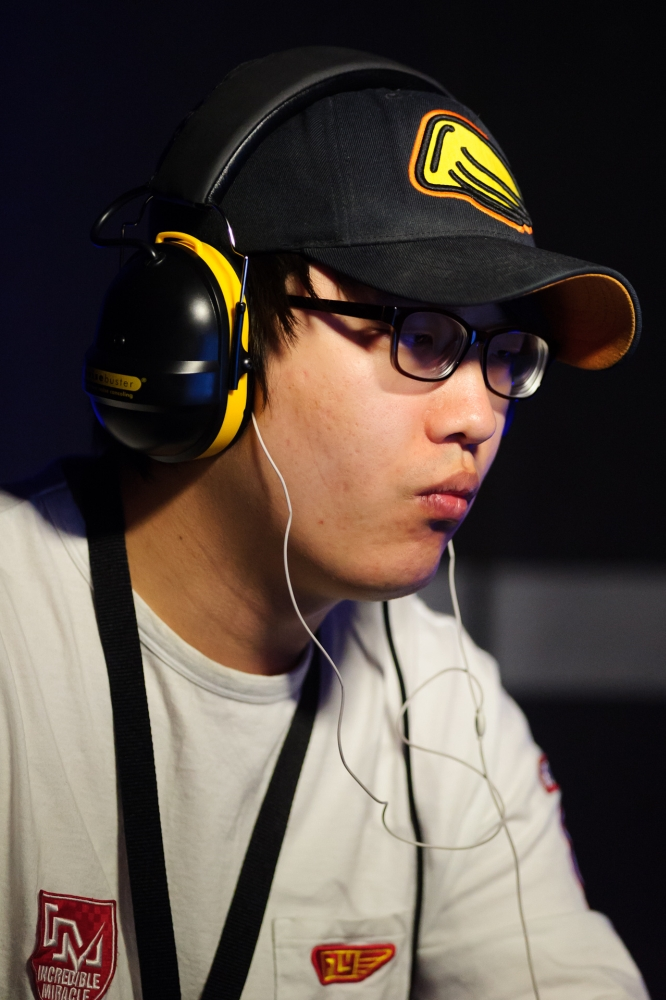
NesTea
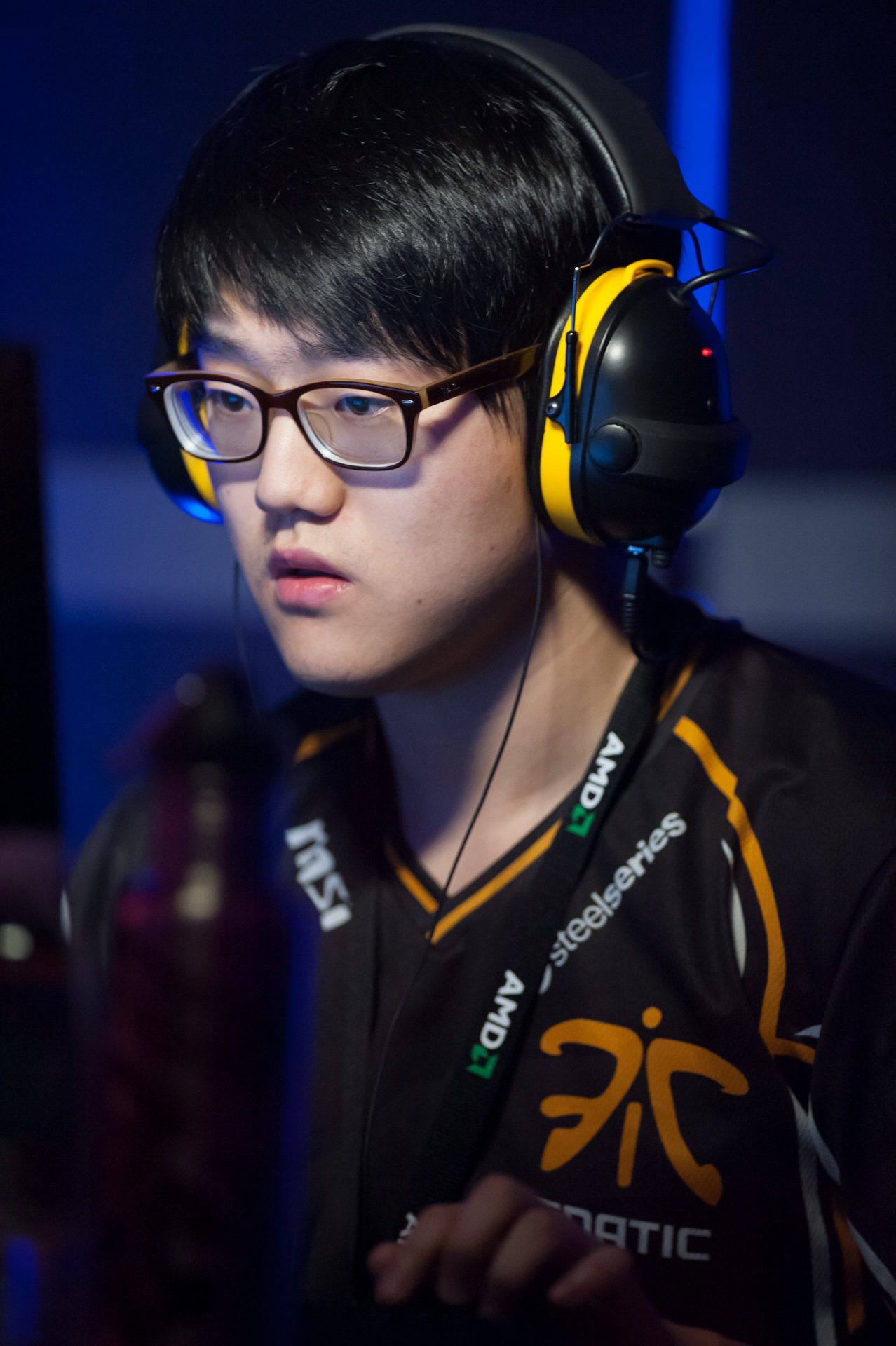
aLive
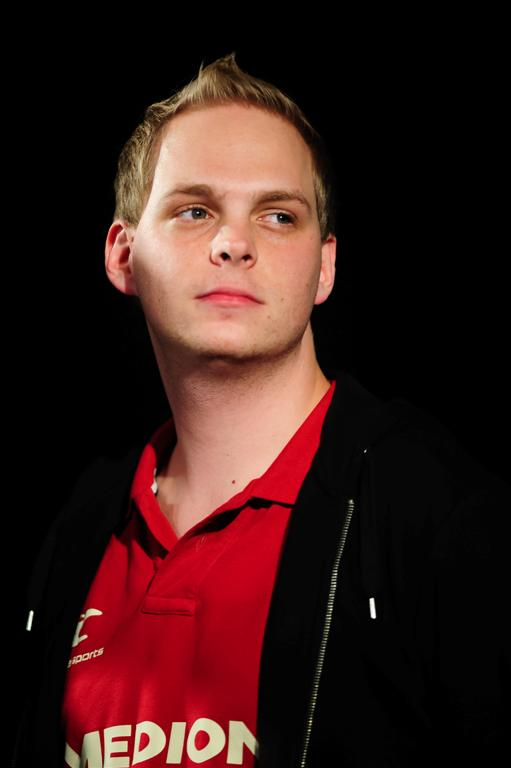
HasuObs

### Tableau final
Code couleur des trois races :  Protoss  Terran  Zerg
|  | Quarts de finale (Bo5) | Quarts de finale (Bo5) | Quarts de finale (Bo5)  | Quarts de finale (Bo5) |        |        | Demi-finales (Bo5)      | Demi-finales (Bo5)      | Demi-finales (Bo5)                            | Demi-finales (Bo5)                            |                                               |                                               | Finale (Bo7)            | Finale (Bo7)            | Finale (Bo7)            | Finale (Bo7)            |
|  |                        |                        |                         |                        |        |        |                         |                         |                                               |                                               |                                               |                                               |                         |                         |                         |                         |
|  |                        |                        |                         |                        |        |        | 5 mai 2012 au Grand Rex | 5 mai 2012 au Grand Rex | 5 mai 2012 au Grand Rex                       | 5 mai 2012 au Grand Rex                       |                                               |                                               | 5 mai 2012 au Grand Rex | 5 mai 2012 au Grand Rex | 5 mai 2012 au Grand Rex | 5 mai 2012 au Grand Rex |
|  |                        |                        |                         |                        |        |        | 5 mai 2012 au Grand Rex | 5 mai 2012 au Grand Rex | 5 mai 2012 au Grand Rex                       | 5 mai 2012 au Grand Rex                       |                                               |                                               | 5 mai 2012 au Grand Rex | 5 mai 2012 au Grand Rex | 5 mai 2012 au Grand Rex | 5 mai 2012 au Grand Rex |
|  | MC                     | MC                     | 2                       | 2                      |        |        | 5 mai 2012 au Grand Rex | 5 mai 2012 au Grand Rex | 5 mai 2012 au Grand Rex                       | 5 mai 2012 au Grand Rex                       |                                               |                                               | 5 mai 2012 au Grand Rex | 5 mai 2012 au Grand Rex | 5 mai 2012 au Grand Rex | 5 mai 2012 au Grand Rex |
|  | MC                     | MC                     | 2                       | 2                      |        |        | 5 mai 2012 au Grand Rex | 5 mai 2012 au Grand Rex | 5 mai 2012 au Grand Rex                       | 5 mai 2012 au Grand Rex                       |                                               |                                               | 5 mai 2012 au Grand Rex | 5 mai 2012 au Grand Rex | 5 mai 2012 au Grand Rex | 5 mai 2012 au Grand Rex |
|  | aLive                  | aLive                  | 3                       | 3                      |        |        | 5 mai 2012 au Grand Rex | 5 mai 2012 au Grand Rex | 5 mai 2012 au Grand Rex                       | 5 mai 2012 au Grand Rex                       |                                               |                                               | 5 mai 2012 au Grand Rex | 5 mai 2012 au Grand Rex | 5 mai 2012 au Grand Rex | 5 mai 2012 au Grand Rex |
|  | aLive                  | aLive                  | 3                       | 3                      | aLive  | aLive  | 2                       | 2                       |                                               |                                               |                                               |                                               | 5 mai 2012 au Grand Rex | 5 mai 2012 au Grand Rex | 5 mai 2012 au Grand Rex | 5 mai 2012 au Grand Rex |
|  |                        |                        |                         |                        | aLive  | aLive  | 2                       | 2                       |                                               |                                               |                                               |                                               | 5 mai 2012 au Grand Rex | 5 mai 2012 au Grand Rex | 5 mai 2012 au Grand Rex | 5 mai 2012 au Grand Rex |
|  |                        |                        | MMA                     | MMA                    | 3      | 3      |                         |                         |                                               |                                               |                                               |                                               | 5 mai 2012 au Grand Rex | 5 mai 2012 au Grand Rex | 5 mai 2012 au Grand Rex | 5 mai 2012 au Grand Rex |
|  | PuMa                   | PuMa                   | MMA                     | MMA                    | 3      | 3      | 1                       | 1                       |                                               |                                               |                                               |                                               | 5 mai 2012 au Grand Rex | 5 mai 2012 au Grand Rex | 5 mai 2012 au Grand Rex | 5 mai 2012 au Grand Rex |
|  | PuMa                   | PuMa                   | 5 mai 2012 au Grand Rex |                        |        |        | 1                       | 1                       |                                               |                                               |                                               |                                               | 5 mai 2012 au Grand Rex | 5 mai 2012 au Grand Rex | 5 mai 2012 au Grand Rex | 5 mai 2012 au Grand Rex |
|  | MMA                    | MMA                    | 3                       | 3                      |        |        |                         |                         |                                               |                                               |                                               |                                               | 5 mai 2012 au Grand Rex | 5 mai 2012 au Grand Rex | 5 mai 2012 au Grand Rex | 5 mai 2012 au Grand Rex |
|  | MMA                    | MMA                    | 3                       | 3                      | MMA    | MMA    | 4                       | 4                       |                                               |                                               |                                               |                                               |                         |                         |                         |                         |
|  |                        |                        |                         |                        | MMA    | MMA    | 4                       | 4                       |                                               |                                               |                                               |                                               |                         |                         |                         |                         |
|  |                        |                        | Symbol                  | Symbol                 | 2      | 2      |                         |                         |                                               |                                               |                                               |                                               |                         |                         |                         |                         |
|  | jjakji                 | jjakji                 | Symbol                  | Symbol                 | 2      | 2      | 2                       | 2                       |                                               |                                               |                                               |                                               |                         |                         |                         |                         |
|  | jjakji                 | jjakji                 |                         |                        |        |        |                         |                         |                                               |                                               |                                               |                                               |                         |                         |                         |                         |
|  | NesTea                 | NesTea                 | 3                       | 3                      |        |        |                         |                         |                                               |                                               |                                               |                                               |                         |                         |                         |                         |
|  | NesTea                 | NesTea                 | 3                       | 3                      | NesTea | NesTea | 1                       | 1                       | Match pour la troisième place                 | Match pour la troisième place                 | Match pour la troisième place                 | Match pour la troisième place                 |                         |                         |                         |                         |
|  |                        |                        |                         |                        | NesTea | NesTea | 1                       | 1                       | Match pour la troisième place                 | Match pour la troisième place                 | Match pour la troisième place                 | Match pour la troisième place                 |                         |                         |                         |                         |
|  |                        |                        | Symbol                  | Symbol                 | 3      | 3      |                         |                         | 5 mai 2012 au Grand Rex, par ZeratoR et Anoss | 5 mai 2012 au Grand Rex, par ZeratoR et Anoss | 5 mai 2012 au Grand Rex, par ZeratoR et Anoss | 5 mai 2012 au Grand Rex, par ZeratoR et Anoss |                         |                         |                         |                         |
|  | MarineKing             | MarineKing             | Symbol                  | Symbol                 | 3      | 3      | 0                       | 0                       | 5 mai 2012 au Grand Rex, par ZeratoR et Anoss | 5 mai 2012 au Grand Rex, par ZeratoR et Anoss | 5 mai 2012 au Grand Rex, par ZeratoR et Anoss | 5 mai 2012 au Grand Rex, par ZeratoR et Anoss |                         |                         |                         |                         |
|  | MarineKing             | MarineKing             |                         |                        |        |        |                         | 0                       |                                               |                                               | aLive                                         | aLive                                         | 2                       | 2                       |                         |                         |
|  | Symbol                 | Symbol                 | 3                       | 3                      |        |        |                         |                         |                                               |                                               | aLive                                         | aLive                                         | 2                       | 2                       |                         |                         |
|  | Symbol                 | Symbol                 | 3                       | 3                      | NesTea | NesTea | 3                       | 3                       |                                               |                                               |                                               |                                               |                         |                         |                         |                         |
|  |                        |                        |                         |                        |        |        |                         |                         |                                               |                                               |                                               |                                               |                         |                         |                         |                         |

## Voir les parties
L'intégralité des parties est disponible sur la chaine YouTube d'Iron Squid.

## Musique originale
La musique est présente dans l'Iron Squid, avec en plus d'un album créé pour l'événement par In Uchronia, des interventions de Monsieur Vert qui a composé des chansons sur StarCraft II à partir d'airs connus. Les musiques d'In Uchronia sont utilisées dans diverses vidéos O'Gaming, comme celles des Nation Wars[réf. souhaitée].
| :Iron Squid I Original Soundtrack | :Iron Squid I Original Soundtrack                  | :Iron Squid I Original Soundtrack | :Iron Squid I Original Soundtrack | :Iron Squid I Original Soundtrack | :Iron Squid I Original Soundtrack | :Iron Squid I Original Soundtrack | :Iron Squid I Original Soundtrack | :Iron Squid I Original Soundtrack | :Iron Squid I Original Soundtrack |
| No                                | Titre                                              | Durée                             |                                   |                                   |                                   |                                   |                                   |                                   |                                   |
| --------------------------------- | -------------------------------------------------- | --------------------------------- | --------------------------------- | --------------------------------- | --------------------------------- | --------------------------------- | --------------------------------- | --------------------------------- | --------------------------------- |
| 1.                                | And Blood Shall Be Poured (Musique d'introduction) | 3:44                              |                                   |                                   |                                   |                                   |                                   |                                   |                                   |
| 2.                                | Red Dust (Thème de BoxeR)                          | 2:58                              |                                   |                                   |                                   |                                   |                                   |                                   |                                   |
| 3.                                | Aurora Borealis (Thème de Leenock)                 | 250                               |                                   |                                   |                                   |                                   |                                   |                                   |                                   |
| 4.                                | Ordo Ab Chao (Thème de Stephano)                   | 2:12                              |                                   |                                   |                                   |                                   |                                   |                                   |                                   |
| 5.                                | Riders (Thème de MarineKing)                       | 2:32                              |                                   |                                   |                                   |                                   |                                   |                                   |                                   |
| 6.                                | Legion's Forge (Thème de ThorZaIN)                 | 2:16                              |                                   |                                   |                                   |                                   |                                   |                                   |                                   |
| 7.                                | Freed from Satiny (Thème de Symbol)                | 3:16                              |                                   |                                   |                                   |                                   |                                   |                                   |                                   |
| 8.                                | Sealing Fate                                       | 1:03                              |                                   |                                   |                                   |                                   |                                   |                                   |                                   |
| 9.                                | Until Their Last Breath (Thème de ToD)             | 2:54                              |                                   |                                   |                                   |                                   |                                   |                                   |                                   |
| 10.                               | Time Attack                                        | 1:37                              |                                   |                                   |                                   |                                   |                                   |                                   |                                   |
| 11.                               | Twilight Gathering (Thème de MC)                   | 2:39                              |                                   |                                   |                                   |                                   |                                   |                                   |                                   |
| 12.                               | Forgotten Heroes (Thème de MaNa)                   | 2:49                              |                                   |                                   |                                   |                                   |                                   |                                   |                                   |
| 13.                               | World Eater (Thème de Mvp)                         | 2:30                              |                                   |                                   |                                   |                                   |                                   |                                   |                                   |
| 14.                               | Soul Blast (Thème de IdrA)                         | 2:29                              |                                   |                                   |                                   |                                   |                                   |                                   |                                   |
| 15.                               | Iron Will (Thème de PuMa)                          | 2:06                              |                                   |                                   |                                   |                                   |                                   |                                   |                                   |
| 16.                               | Quantum Dream (Thème de aLive)                     | 2:45                              |                                   |                                   |                                   |                                   |                                   |                                   |                                   |
| 17.                               | The Whisper That Raised Their Souls (Thème de MMA) | 2:29                              |                                   |                                   |                                   |                                   |                                   |                                   |                                   |
| 18.                               | Forbidden Enclosure (Thème de Ret)                 | 2:09                              |                                   |                                   |                                   |                                   |                                   |                                   |                                   |
| 19.                               | Myst Embrace (Thème de jjakji)                     | 2:17                              |                                   |                                   |                                   |                                   |                                   |                                   |                                   |
| 20.                               | One Last Stand                                     | 2:16                              |                                   |                                   |                                   |                                   |                                   |                                   |                                   |
| 21.                               | The Day Before (Thème de HasuObs)                  | 2:22                              |                                   |                                   |                                   |                                   |                                   |                                   |                                   |
| 22.                               | Tangled Nightmare (Thème de NesTea)                | 2:22                              |                                   |                                   |                                   |                                   |                                   |                                   |                                   |
| 23.                               | Above (Thème de Nerchio)                           | 2:58                              |                                   |                                   |                                   |                                   |                                   |                                   |                                   |
| 24.                               | Mnemonic Synthesis (Musique des Previously in)     | 1:34                              |                                   |                                   |                                   |                                   |                                   |                                   |                                   |
| 25.                               | Devouring Hazard (Thème de Life)                   | 2:13                              |                                   |                                   |                                   |                                   |                                   |                                   |                                   |
| 26.                               | For the Glory of Tlalocan                          | 2:53                              |                                   |                                   |                                   |                                   |                                   |                                   |                                   |
| 27.                               | Tremendae Majestatis                               | 3:33                              |                                   |                                   |                                   |                                   |                                   |                                   |                                   |
| 67 min                            |                                                    |                                   |                                   |                                   |                                   |                                   |                                   |                                   |                                   |

Source : Deezer et In Uchronia sur YouTube.

## Note
1. ↑  On appelle les joueurs non coréens les foreigners.